# Henri-Gustave Delvigne
Henri-Gustave Delvigne, född 10 april 1800, död 18 oktober 1876, var en fransk officer och uppfinnare.
Delvigne konstruerade det franska armégeväret av 1838 års modell, ett av de första vapnen avsedda för projektilformade kulor och modernt räfflad pipa.